# Zacatepec, Ixtacamaxtitlán
Zacatepec är en ort i Mexiko.   Den ligger i kommunen Ixtacamaxtitlán och delstaten Puebla, i den sydöstra delen av landet, 140 km öster om huvudstaden Mexico City. Zacatepec ligger 2 527 meter över havet och antalet invånare är 243.
Terrängen runt Zacatepec är huvudsakligen kuperad, men norrut är den bergig. Runt Zacatepec är det ganska tätbefolkat, med 65 invånare per kvadratkilometer. Närmaste större samhälle är Tetela de Ocampo, 14,6 km norr om Zacatepec. I omgivningarna runt Zacatepec växer huvudsakligen savannskog.